# Nassauer See
Der Nassauer See, auch Hochwasserrückhaltebecken Nassau genannt, ist ein Stausee nördlich von Nassau, einem Ortsteil von Weikersheim im Taubertal zwischen Bad Mergentheim und Rothenburg ob der Tauber. Er liegt im Main-Tauber-Kreis, dem nördlichsten Landkreis von Baden-Württemberg.

## Lage und Nutzung

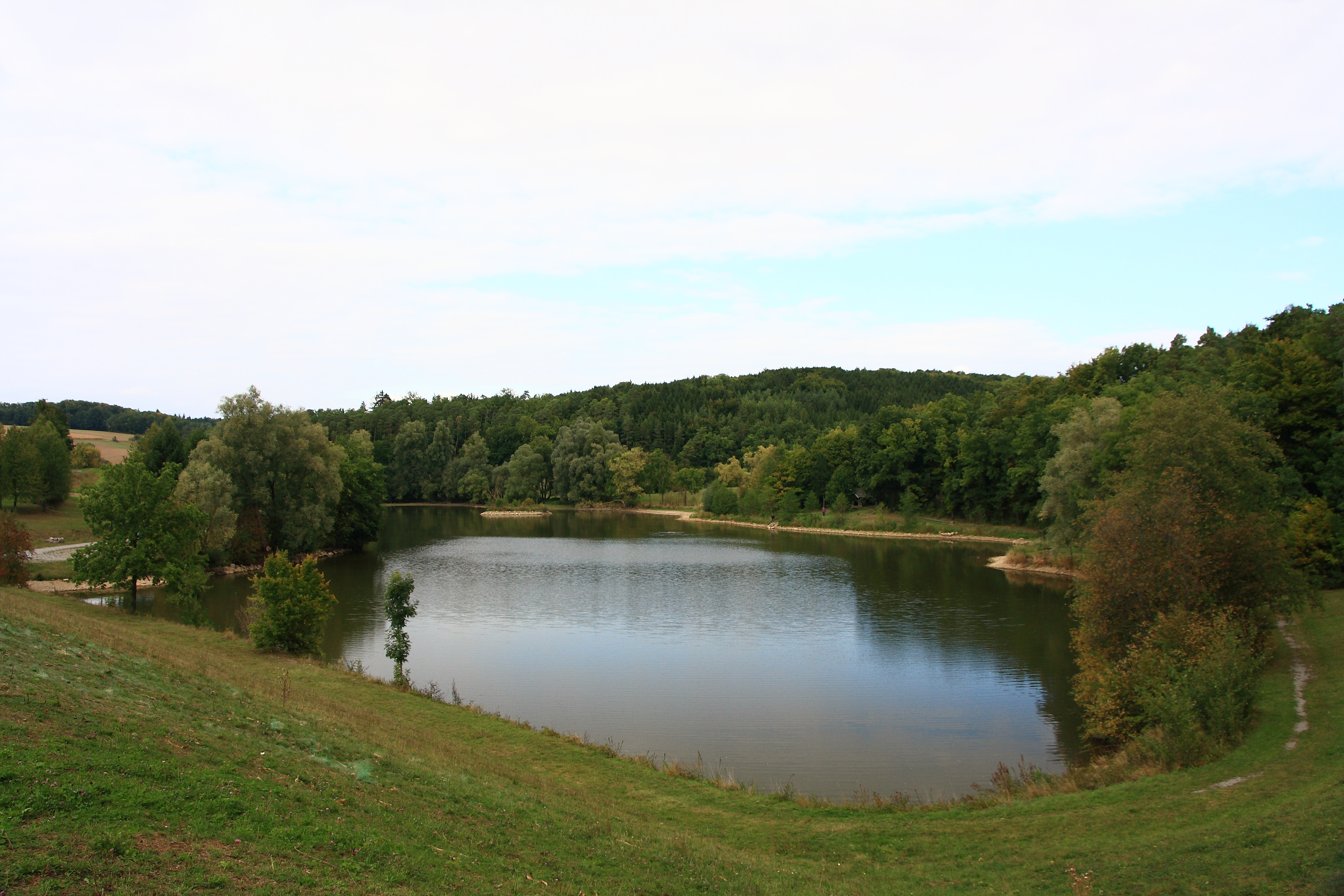
Blick vom Staudamm nach Norden

Der 15 m hohe und 200 m lange Staudamm wurde 1970 vom Wasserverband Kaiserstraße in Niederstetten zum Hochwasserschutz erbaut. Der Damm, hinter dem das Wasser gewöhnlich auf 282 m ü. NHN steht, staut den linken Oberlauf Stalldorfer Bach des Nassauer Bachs. Diesem fließt aus dem Nordosten von der bayrischen Landesgrenze her im etwa 300 Meter langen und bis zu 100 Meter breiten See mit einer Fläche von etwa 2,2 ha der Hausener Bach zu, mit einer Gesamtlänge von nur ca. 1,1 km dessen deutlich kleinerer Zufluss. Das gesamte Einzugsgebiet umfasst rund 15,5 km².
Der See dient auch der Erholung. „Baden, Bootsfahren und Camping“ sind aber laut der Ausschilderung verboten. Rund um den von Bäumen und Büschen umgebenen und idyllisch gelegenen See zieht sich ein Rundweg zum Spazierengehen, Wandern und Radfahren. Picknickbänke sind aufgestellt und Grillplätze eingerichtet. Ein Teil des Sees steht als Laichzone für Fische unter Naturschutz.